# Hans Adolf Krebs
Hans Adolf Krebs (ur. 25 sierpnia 1900 w Hildesheimie, zm. 22 listopada 1981 w Oksfordzie) – biochemik i lekarz niemiecki pochodzenia żydowskiego, laureat Nagrody Nobla w dziedzinie fizjologii i medycyny w 1953 roku za odkrycie i opracowanie mechanizmów cyklu przemian kwasu cytrynowego (nazwanego później cyklem Krebsa).

## Życiorys
Urodzony 25 sierpnia 1900 roku w miejscowości Hildesheim w Niemczech, w roku 1933 zmuszony był do emigracji do Wielkiej Brytanii. Profesor uniwersytetu w Sheffield, potem uniwersytetu w Oksfordzie, członek Towarzystwa Królewskiego w Londynie.
W 1932 roku wspólnie z Kurtem Henseleitem odkrył i opisał cykl przemian reakcji chemicznych w tkankach zwierzęcych prowadzący do syntezy mocznika (tzw. cykl ornitynowy/mały cykl Krebsa/cykl Krebsa-Henseleita), opisał (1937) również cykl przemian biochemicznych produktów rozkładu sacharydów, tłuszczów i białek, zwany cyklem Krebsa (zwany również cyklem kwasu cytrynowego lub cyklem kwasów trikarboksylowych); otrzymał za te prace nagrodę Nobla w 1953 roku. W 1972 odznaczony Pour le Mérite za Naukę i Sztukę.
Królowa Elżbieta II nadała mu w 1958 tytuł szlachecki, co wiązało się z prawem używania tytułu sir przed nazwiskiem. Laureat Medalu Copleya.
Zmarł dnia 22 listopada 1981 roku, w wieku 81 lat.